# Zalalövő
Zalalövő est une ville et une commune du comitat de Zala en Hongrie.

## Histoire

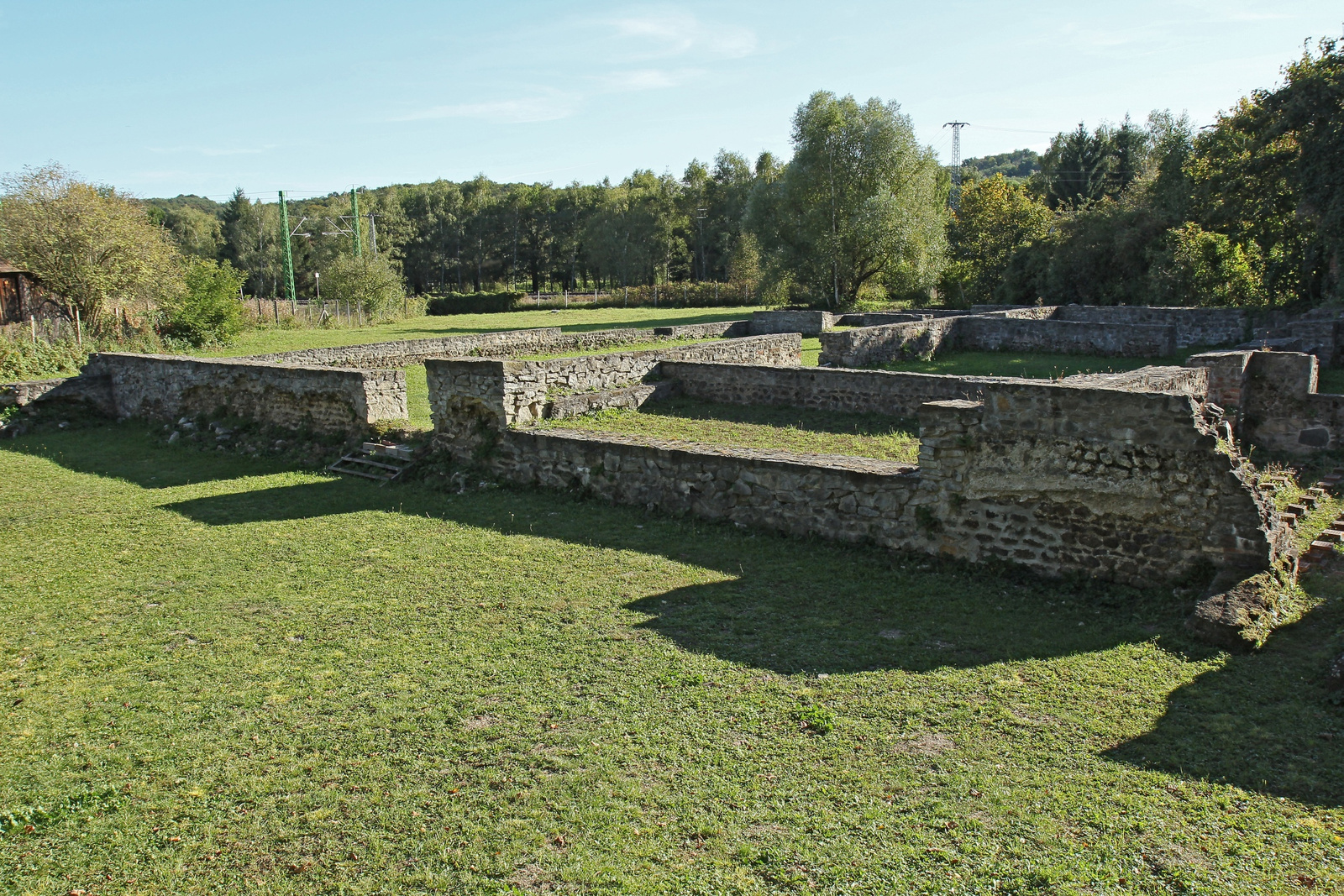
Ruines romaines (Villa Publica)